# مادة بيضاء (فلم)
مادة بيضاء (بالإنجليزية: White Material) هو فيلم دراما فرنسي من إخراج كلير دينيس وبطولة إيزابيل أوبير، كرستوفر لامبيرت، نيكولا ديفاوشيلي وإسحاق دو بانكولي.

## وصلات خارجية
- مقالات تستعمل روابط فنية بلا صلة مع ويكي بيانات